# Centrolepis fascicularis
Centrolepis fascicularis är en gräsväxtart som beskrevs av Jacques-Julien Houtou de La Billardière. Centrolepis fascicularis ingår i släktet Centrolepis och familjen Centrolepidaceae. Inga underarter finns listade i Catalogue of Life.

## Bildgalleri

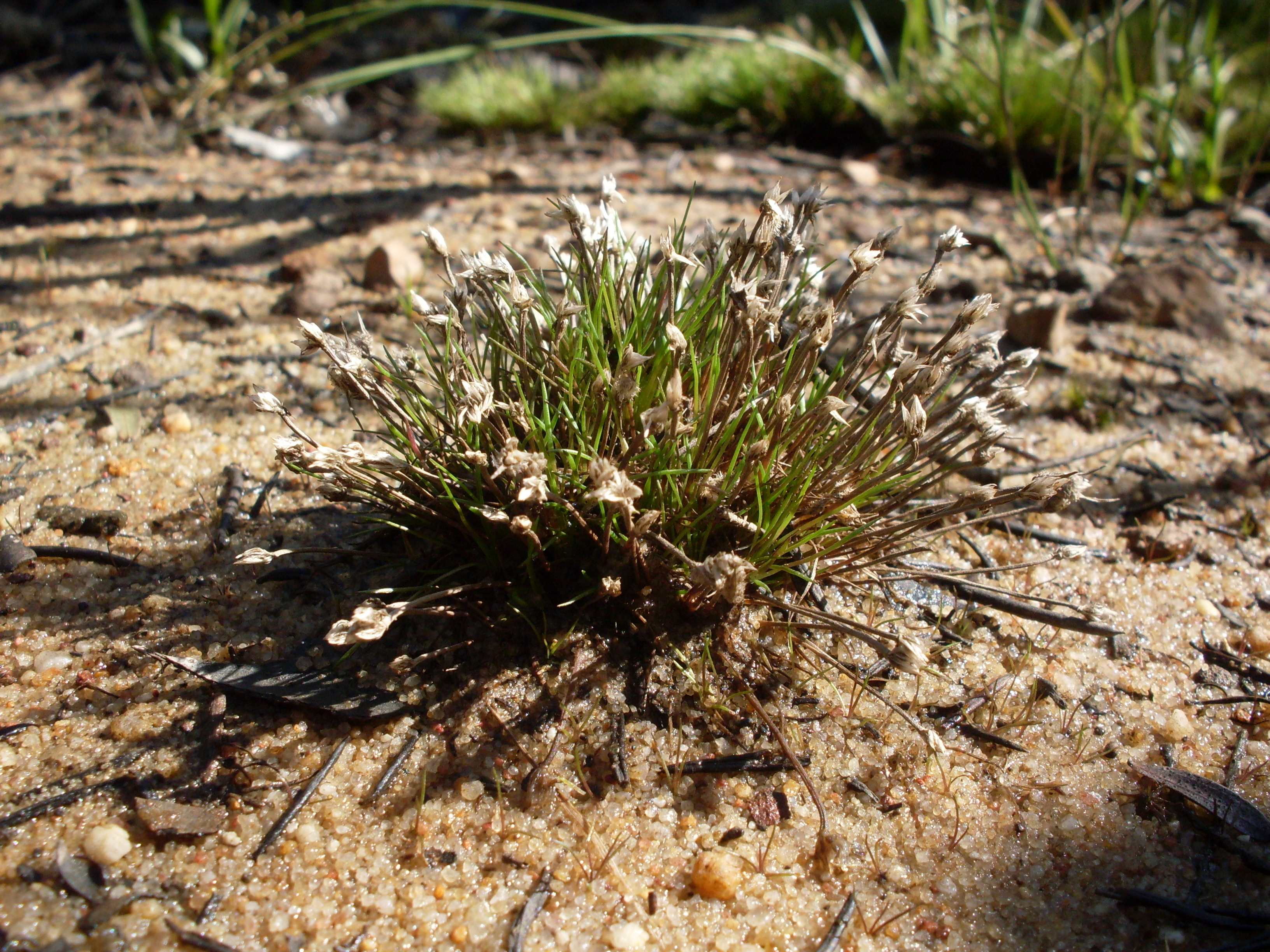